# Orrik
Der Frachtdampfer Orrik wurde 1884/85 in Dänemark gebaut. Er sank zwar 1902 nach einer Kollision im Hamburger Hafen, blieb nach dem Heben aber weitere 48 Jahre in Fahrt.

## Geschichte
Mit dem Bau der Orrik begann man 1884 auf der A/S Jærnskibs- og Maskinbyggeri/Helsingør Vaerft in Helsingør. Die Antriebsmaschine war eine Verbunddampfmaschine mit einer Leistung von 225 Pferdestärken, die ebenfalls von der Bauwerft geliefert wurde. Der Stapellauf des aus Eisen gebauten Schiffs mit der Baunummer 9 erfolgte am 15. Januar 1885 und am 27. Februar desselben Jahres konnte das Schiff an seine Auftraggeber, Det jydsk-engelske Dampskibs-Selskab/E. Bergmann in Aarhus abgeliefert werden.
Am 1. November 1896 kollidierte der elbausgehende britische Dampfer Seamew mit der in Neumühlen vor Anker liegenden Orrik. Diese musste daraufhin wegen Wassereinbruchs nach Hamburg zur Reparatur geschleppt werden. Das Schiff fuhr von 1900 bis 1910 für die Reederei Det Forenede Dampskibs-Selskab. Im Jahr 1902 kollidierte die Orrik mit dem Reichspostdampfer Preussen im Hamburger Hafen und sank daraufhin. Nach dem Heben und der Reparatur des Schiffes wurde es bis 1910 von seiner ersten Reederei weiterbetrieben, havarierte erneut und wurde 1911 an A. T. Agafelov veräußert, der es bis 1923 unter dem Namen Maria weiterbetrieb. Nach einem abermaligen Verkauf lief das Schiff von 1923 bis 1946 als Gaida. Nach Kriegsende betrieb die sowjetische Marine sie noch weitere vier Jahre als Hilfsschiff Ventspils und stellte sie 1950 außer Dienst. Im Laufe der 1950er Jahre  wurde sie abgebrochen.